# Yves Frachet
Yves Frachet, francoski statistik, * 4. marec 1939, Pariz, Francija.
Frachet je bil generalni direktor Eurostata.

## Odlikovanja in nagrade
Leta 2000 je prejel častni znak svobode Republike Slovenije z naslednjo utemeljitvijo: »za zasluge pri vključevanju slovenske statistike v evropski prostor«.